# Grace Latz
Grace Latz (Ann Arbor, 21 de febrero de 1988) es una deportista estadounidense que compitió en remo.
Ganó dos medallas en el Campeonato Mundial de Remo, en los años 2014 y 2015. Participó en los Juegos Olímpicos de Río de Janeiro 2016, ocupando el quinto lugar en la prueba de cuatro scull.

## Palmarés internacional
| Campeonato Mundial | Campeonato Mundial       | Campeonato Mundial | Campeonato Mundial |
| Año                | Lugar                    | Medalla            | Prueba             |
| ------------------ | ------------------------ | ------------------ | ------------------ |
| 2014               | Ámsterdam (Países Bajos) | Medalla de bronce  | Cuatro scull       |
| 2015               | Aiguebelette (Francia)   | Medalla de oro     | Cuatro sin timonel |